# Liarthrus copei
Liarthrus copei és una espècie extinta de mamífer astrapoteri de la família dels astrapotèrids que visqué a Sud-amèrica des de l'Oligocè inferior fins al Miocè inferior, fa entre 21 i 29 milions d'anys. Se n'han trobat restes fòssils a la província argentina de Santa Cruz. Es tracta de l'única espècie del gènere Liarthrus. Era un animal gros, herbívor i dotat d'ullals. El nom genèric Liarthrus significa ‘articulació llisa’ i es refereix a la forma de l'astràgal, mentre que el nom específic copei fou elegit en honor del paleontòleg estatunidenc Edward Drinker Cope.